# Roman Lob
Roman Lob (Düsseldorf, 2 de julio de 1990) es un cantante alemán. En enero y febrero de 2012, Roman fue concursante en el programa de televisión alemán Unser Star für Baku, producido por las cadenas de televisión Pro7 y Das Erste. También es el cantante de la banda "Rooftop Kingdom", una banda de rock alternativo con orígenes en Neuwied.

## Carrera musical

### 2006: "Deutschland sucht den Superstar"
En 2006, Lob, ya participó en el talent show alemán Deutschland sucht den Superstar, pero tuvo que abandonar debido a una infección en las cuerdas vocales. Él ya se encontraba entre los 20 finalistas.

### 2008: Primer intento de representar a Alemania en Eurovisión
En 2008, Roman, trató de representar a Alemania en el Festival de Eurovisión 2008 en Belgrado, como miembro de la boy band G12P - Germany 12 points. La canción "When The Boys Come" no fue elegida para competir en la final nacional.

### 2012-presente: Festival de la Canción de Eurovisión 2012
El 16 de febrero de 2012, ganó el show Unser Star für Baku, por lo que representó a Alemania en el Festival de la Canción de Eurovisión 2012, que se celebró en Bakú, Azerbaiyán con la canción "Standing Still", cuyos autores son Jamie Cullum, Steve Robson y Wayne Hector. De los 26 participantes quedó en la posición 8.ª, seguido de Italia y España.

## Discografía

### Singles
- 2012: Standing Still
- 2012: "Call Out The Sun"
- 2012: Alone
- 2012: Conflicted

### Álbumes de estudio
- 2012: Changes
- 2014: Home